# Living Space
Albums de John Coltrane
Transition
(1965) Ascension
(1965)
Living Space est un album de John Coltrane sorti en 1965.

## Titres
1. Living Space - 10:20
2. Untitled 90314 - 14:45
3. Dusk-Dawn - 10:48
4. Untitled 90320 - 10:44
5. The Last Blues - 4:22

## Musiciens
- John Coltrane : Saxophone ténor,Saxophone soprano
- McCoy Tyner : Piano
- Jimmy Garrison : Contrebasse
- Elvin Jones : Batterie